# Alessia Ambrosi
Alessia Ambrosi (Negrar di Valpolicella, 14 aprile 1982) è una politica italiana, deputata di Fratelli d'Italia dal 2022.

## Biografia
Nata a Negrar di Valpolicella, in provincia di Verona, vive a Madruzzo, in provincia di Trento. Diplomata al liceo scientifico Primo Levi di San Pietro in Cariano. È stata dipendente del Comune di Sant'Ambrogio di Valpolicella e della Cassa Rurale Vallagarina, con sede ad Ala.

## Attività politica
Da sempre aderente alla Lega Nord, inizia la sua carriera politica con la candidatura alle elezioni regionali in Trentino-Alto Adige del 2013 per la provincia autonoma di Trento, ottenendo 105 preferenze e non risultando eletta. Fonda negli stessi anni la sezione "Valle dei Laghi" della Lega Nord, nel 2015 è poi candidata consigliere comunale di Ala, ma le 10 preferenze conseguite non sono sufficienti per ottenere il seggio. L'anno successivo si candida a consigliere comunale di Madruzzo nella lista civica di centrodestra a sostegno del candidato sindaco Cristano De Eccher, senza però avere successo con 78 preferenze.
Alle elezioni del 2018, invece, con 1312 preferenze ottiene un seggio nel Consiglio della provincia autonoma di Trento e in quello regionale del Trentino-Alto Adige nelle liste della Lega Salvini Trentino. Nel 2021 passa a Fratelli d'Italia, in disaccordo con la scelta della Lega di appoggiare il governo Draghi.
Alle elezioni politiche del 2022 è stata eletta alla Camera dei deputati da capolista di FdI nel collegio plurinominale Trentino-Alto Adige - 01. Data l'incompatibilità con la carica di deputata, le subentra in Consiglio provinciale Bruna Dalpalù, prima dei non eletti nelle liste della Lega, che successivamente passerà a sua volta in FdI.
Il 10 febbraio 2024, FdI ha annunciato la sospensione da FdI, in seguito alle sue critiche pubbliche nei confronti del commissario regionale uscente Alessandro Urzì, appartenente allo stesso partito.
Nel maggio del 2024, in occasione delle elezioni europee, Ambrosi è stata candidata in terza posizione nella lista di Fratelli d'Italia per la circoscrizione nord-orientale. Con oltre 14.000 preferenze raccolte si piazza solamente nona e non è eletta.